# اريانا كالديرون
اريانا كالديرون (12 مايو 1990 في الولايات المتحدة - ) هي لاعبة كرة قدم مكسيكية وأمريكية في مركز الهجوم. لعبت مع Þór/KA ‏.

## وصلات خارجية
- اريانا كالديرون على موقع IMDb (الإنجليزية)

- اريانا كالديرون على موقع اتحاد النرويج (النرويجية)
- اريانا كالديرون على موقع بطولة كرة القدم المكسيكية للسيدات (الإسبانية)
- اريانا كالديرون على موقع قاعدة بيانات كرة القدم.إي يو (الإنجليزية)
- اريانا كالديرون على موقع Soccerway.com (الإنجليزية)